# Noche de verano (película italiana)
Notte d'estate con profilo greco, occhi a mandorla e odore di basilico es una película de comedia italiana de 1986 dirigida por Lina Wertmüller. La película fue seleccionada como la entrada italiana a la Mejor Película en Lengua Extranjera en los 59.ª edición de los Premios Óscar, pero no fue nominada.

## Argumento
Fulvia Block, una hermosa socialité italiana, fabulosamente rica y de voluntad de hierro, tiene una solución agresiva a la frecuencia de recientes secuestros de italianos ricos en Italia para exigir rescates exorbitantes. Ha contratado a Turi Cantalamessa, un exagente de la CIA, para secuestrar a Beppe Catanìa, el presunto jefe del sindicato sospechoso de estar detrás de los secuestros, para exigir un rescate igual a todos los rescates que el sindicato ha cobrado hasta el momento. Inicialmente, Turi se muestra escéptica sobre su plan y describe las ilegalidades y los innumerables riesgos. Fulvia lo abruma con una perorata sobre la lucha de clases detrás de los secuestros, y él finalmente accede a su plan.
Turi logra secuestrar a Beppe Catanìa y lo lleva en avión, atado y con los ojos vendados, a la apartada fortaleza renacentista sarda de Fulvia, donde se han hecho arreglos (según los planes de Fulvia) para mantener atado a Beppe. Dirigiéndose a Beppe a través de un circuito cerrado de televisión, para mantener oculta su identidad, Fulvia le informa a Beppe del exorbitante rescate que el sindicato tendrá que pagar para recuperarlo. Beppe tendrá que escribir una carta al sindicato indicándoles que paguen el rescate. Fulvia lanza una de sus diatribas sobre cómo la clase rica está siendo víctima de facciones de tendencia socialista. Beppe desprecia a Fulvia, desdeñoso tanto de su clase social como su sexo, y promete vengarse de ella. A pesar de la actitud de Beppe hacia ella, Fulvia queda impresionada por su belleza física, su falta de sumisión y su salvaje desafío hacia su esclavitud.
Unos días más tarde, Beppe logra escapar de sus cadenas, todavía esposado y con los ojos vendados con un dispositivo cerrado, tropezando por el desierto de la isla, intentando huir. Turi y sus guardias recuperan a Beppe, y Fulvia determina que necesita un período de domesticación, restringido a pan y agua, hasta que se le pueda acercar nuevamente para cooperar. Mientras tanto, Fulvia se marcha a pasar unas semanas con su amante, a quien ahora encuentra obsequioso por su constante devoción y afán sexual por complacer.
A su regreso, Fulvia se alarma al encontrar a Beppe, todavía desafiante pero físicamente debilitado, que no ha tenido nada más que pan y agua durante un mes. Ella ordena adaptaciones para fortalecer su condición, incluida la concesión de su solicitud de una prostituta. Fulvia consigue dos prostitutas y se une a ellas en secreto para poder tener un encuentro cercano con Beppe sin revelarse. Cada una de sus tres opciones (incluida Fulvia) besa y acaricia a Beppe que tiene los ojos vendados. Cuando Beppe agarra a Fulvia, ella intenta retirarse, pero Beppe declara que quiere a la tímida que sigue alejándose. Ahora excitada, Fulvia hace un gesto a los demás para que se vayan. Beppe declara que sospecha que ella puede ser su captora y que, de todos modos, finge que lo es porque le excita pensar eso. Fulvia está entusiasmada con esta mascarada y ella y Beppe pasan una noche de intensa pasión. Cuando Beppe se queda dormido, Fulvia se escapa.
Turi Cantalamessa, que se ha enamorado de Fulvia, está celosa de su enamoramiento por Beppe y la empuja a completar la misión. El sindicato ha pagado el rescate y Beppe vuelve a su vida anterior. Fulvia es festejada y celebrada por su clase multimillonaria por haber recuperado todos los rescates pagados previamente por ellos, pero Fulvia los desilusiona, anunciando que se quedará con el 50% de los millones en rescates recuperados, ya que asumió los riesgos. A regañadientes aceptan que una recuperación del 50% es mejor que ninguna.
En la siguiente escena, un helicóptero sobrevuela la finca de la isla de Cerdeña y un equipo de comandos salta de él, capturando tanto a Fulvia como a Turi. Beppe Catanìa aparece montado a caballo y anuncia que ahora son sus rehenes y que se les pagará un rescate superior al pagado por él. Con un guiño a Fulvia, la sube a caballo detrás de él. En vez de mostrarse reticente, Fulvia parece contenta de verlo, pero Turi parece abatido por tener que ver su reencuentro. Mientras Fulvia y Beppe cabalgan por la costa, ella le sermonea sobre cuestiones de clase.

## Reparto
- Mariangela Melato como Fulvia Bloque
- Michele Placido como Beppe Catanìa
- Roberto Herlitzka como Turi Cantalamessa
- Massimo Wertmüller como Miki
- John Steiner como Frederick, El amante de Fulvia
- Arnaldo Ninchi como El secretario de Fulvia